# Hobart (Indiana)
Hobart è una città degli Stati Uniti d'America situata nella Contea di Lake, nello Stato dell'Indiana.
La popolazione era di 25.363 abitanti nel censimento del 2008.